# Karl Gustaf Barthelson
Karl Gustaf Barthelson, född 5 december 1782 i Kalmar socken i Uppsala län, död 23 december 1862 i Norrtälje församling i Stockholms län, var en svensk häradshövding och riksdagsman. Han var son till häradsdomaren och riksdagsmannen Johan Barthelson och farfar till jägmästaren och riksdagsmannen Gustaf Barthelson.
Karl Gustaf Barthelson var borgmästare i Norrtälje stad och senare häradshövding i Norra Roslags domsaga. Han var riksdagsman i borgarståndet för Norrtälje och Falköpings stad vid urtima riksdagen 1815 och var då ledamot i lagutskottet.